# Thom Yorke
Thomas Edward "Thom" Yorke, född 7 oktober 1968 i Wellingborough, Northamptonshire, är en engelsk musiker som är sångare och huvudsaklig låtskrivare i den alternativa rockgruppen Radiohead. Han spelar främst gitarr och piano men har även spelat trummor och basgitarr (särskilt under inspelningarna av albumen Kid A och Amnesiac). Han gav ut sitt första soloalbum The Eraser i juli 2006.
Yorke har omnämnts som en av musikindustrins mest inflytelserika personer. 2002 listade Q Magazine Yorke som den viktigaste brittiska musikern och 2005 placerade sig Radiohead som nummer 73 i tidskriften Rolling Stones lista "100 Greatest Artists of All Time". 
Yorke har även omnämnts som en av populärmusikens genom tiderna bästa sångare. I en omröstning 2005 arrangerad av Blender och MTV2 hamnade Yorke på 18:e plats,  och 2008, rankades han som nummer 66 i Rolling Stones "100 Greatest Singers of all Time." Allmusic skrev att "få sångare inom rocken under 90-talet var lika originella och omedelbart oförglömliga som Thom Yorke."
Han är vegan/vegetarian och engagerad i miljörörelsen och frågor om djurrätt, samt sedan 2005 talesperson för organisationen Friends of the Earth. Han medverkar även i organisationen Animal Aids film  Eat This!.

## Diskografi
- The Eraser (2006)
- Tomorrow's Modern Boxes (2014)
- Suspiria Soundtrack (2018)
- ANIMA (2019)